# The Blacherne
The Blacherne es un histórico edificio de apartamentos ubicado en Indianápolis, Indiana, Estados Unidos.

## Historia
Fue construido en 1895 y es un gran edificio de ladrillo prensado rojo de siete pisos, 6 por 15 bahías, sobre una base de piedra caliza. Cuenta con dos tramos circulares salientes en las esquinas y un portal de entrada semicircular de piedra caliza de estilo renacentista románico.
El edificio fue construido por Lew Wallace, nativo de Indiana, con los derechos de autor de su novela más vendida Ben Hur. El edificio lleva el nombre del palacio de la novela de Wallace El Príncipe de la India; or, Why Constantinople Fell (1893). Wallace mantuvo una residencia en la estructura hasta su muerte.
Fue incluido en el Registro Nacional de Lugares Históricos en 1893.